# Televisieafleveringen en kinderboeken van Alfred Jodocus Kwak
Van de serie Alfred Jodocus Kwak zijn 52 televisieafleveringen gemaakt, die in Nederland voor het eerst uitgezonden werden in de periode 1989–1991 door de VARA.
Naast elke afleveringen staat op welke dvd de aflevering is uitgebracht. De eerste dvd verscheen in augustus 2006 in Nederland en België. De serie werd niet chronologisch uitgebracht op dvd, maar onderverdeeld en uitgebracht in zes thema's ("natuur", "liefde", "vriendschap", "avontuur", "magie" en "veiligheid & gezondheid"). De serie werd in drie periodes uitgegeven. In augustus 2006 verschenen de eerste vijf dvd's. De tweede reeks had in november 2006 op de markt moeten komen, maar de verkoop daarvan werd uitgesteld tot mei 2007. In oktober 2007 werd ten slotte de laatste reeks van vier dvd's uitgegeven. In totaal zijn er zeventien dvd's die alle 52 afleveringen bevatten.
Seizoen 1
| Nr. | Titel                     | Plot | Dvd                       |
| --- | ------------------------- | --- | ------------------------- |
| 1   | De eieren                 | Johan Sebastiaan Kwak wordt verliefd op Anna van de Polder. Uiteindelijk trouwen ze en krijgen ze na veel bedreigingen kuikentjes, waarvan Alfred Jodocus de oudste is. De familie moet echter verhuizen als Rokodil en Hannibal een pretpark in de polder gaan bouwen. | Liefde 1                  |
| 2   | Het verjaardagsfeestje    | Onderweg naar hun nieuwe huis wordt Alfreds familie terwijl ze een autoweg oversteken overreden. Alleen Alfred ontsnapt aan de dood omdat hij was achtergebleven. Henk de Mol besluit Alfred te adopteren. Later, op Alfreds verjaardagspartijtje, gaan Alfred en zijn vriendjes op rondleiding door het koninklijk paleis. Pikkie de ekster steelt een kostbaar kroonjuweel.                                                                                           | Liefde 1                  |
| 3   | Het kroonjuweel           | Alfred dreigt, ten onrechte, ter dood veroordeeld te worden voor de diefstal van het kroonjuweel, maar durft Pikkie niet te verraden. Pikkie kampt met dezelfde innerlijke tweestrijd. | Liefde 1                  |
| 4   | Op school                 | Alfred wordt op school gepest door Dolf de kraai, omdat Alfreds adoptievader een mol is. Als ze vechten, ontdekt Alfred dat Dolf ook geen echte kraai is, maar zijn snavel zwart maakt met schoensmeer. | Vriendschap 1             |
| 5   | De kater                  | Alfred en Dolf zijn tijdens een vechtpartij samen in een put beland. Henk is op zoek naar Alfred. Intussen heeft Krabnagel de kater het ook voorzien op de twee jonge vogels. | Vriendschap 1             |
| 6   | De olympiade              | Er komt een triatlon voor de jeugd van Polderstad. Dolf kan vanwege zijn blessure niet meedoen, en traint Hannes in de hoop dat die van Alfred kan winnen. Omdat Hannes' conditie erg slecht is, komt Dolf op het idee om energiepillen te stelen. | Veiligheid & Gezondheid 1 |
| 7   | De zeeverkenners          | Alfred, Ollie, Wannes, Snel, Hannes en een paar anderen gaan bij de zeeverkenners, die zich klaarmaken voor een zeilwedstrijd tegen Groot Musland. Professor Hannibal heeft hier een geniaal systeem voor uitgevonden, maar Igor de mus is aan boord geïnfiltreerd om dit met Lispel de kwal te saboteren. | Vriendschap 1             |
| 8   | De spion                  | Alfred is ten onrechte voor spion aangezien en opgesloten. Igor en Lispel hebben nu vrij spel, maar worden uiteindelijk toch ontmaskerd. | Vriendschap 2             |
| 9   | De geest in de fles       | Alfred is nu volwassen en gaat op zichzelf wonen. Hij krijgt een antieke fles cadeau van Ollie de ooievaar. De fles komt in werkelijkheid uit een ver oosters land en er zit een kwaadaardige geest in opgesloten. | Magie 1                   |
| 10  | De heilige tulband        | Het uur waarop de betoverde fles kan worden geopend nadert, en de agenten uit het oosten zetten alles op alles om de fles op tijd in handen te krijgen. Alfred is ondertussen op het idee gekomen om de fles te openen, meegesleept door zijn fantasie over een geest die wensen vervult. Uiteindelijk slaagt hij erin de geest terug in de fles te drijven, waarna de agenten de fles weer mee terugnemen naar het oosten.                                             | Magie 1                   |
| 11  | Het circus                | Alfred wil in een opwelling clown worden in een circus. Hij wordt nogal snel aangenomen, terwijl de vaste clown te ziek is om op te treden. Tot overmaat van ramp breekt tijdens de voorstelling een wild mens los. | Avontuur 1                |
| 12  | Het schaakspel            | Polderstad wordt geteisterd door een aantal mysterieuze inbraken. Alfred speelt die avond schaak met Henk, die tijdens het spel in slaap valt. De witte koningin komt tot leven en gaat met Alfred naar buiten. | Magie 2                   |
| 13  | De witte koningin         | Alfred meent dat zijn avontuur met de witte koningin een droom was, totdat Krabnagel, die wordt verdacht van de inbraken, Alfred in zijn alibi noemt. Alfred en de koningin gaan Dolf confronteren, maar die gaat er met de kroon van de koningin vandoor. | Magie 2                   |
| 14  | Vissen in troebel water   | Alfred en Henk ontdekken dat Professor Hannibal een geavanceerde vissersboot voor Rokodil heeft uitgevonden. Dit is niet alleen een probleem voor de vissers, die werkloos dreigen te worden; ook de haringen dreigen nu uitgeroeid te worden. | Natuur 1                  |
| 15  | De ontploffing            | Alfred en Henk hebben een ontmoeting met Wiedewiedewagen de zaagvis, in de hoop dat die het moderne vissersschip kan lekzagen. Onderweg naar huis steekt er een storm op, maar Alfred wordt gered door kapitein Stoppel, de kapitein van het schip. Alfred wil nu afzien van zijn plan om het schip laten zinken, maar de zaagvis had zelf al een slimmer idee gekregen. Hij zaagde een gat onder de machinekamer van het vissersschop, waardoor dit ontplofte.         | Natuur 1                  |
| 16  | Rangpang                  | Hannibal en Rokodil bereiden een nog betere, computergestuurde boot voor. Alfred en Henk vertrekken naar de Zuidpool, om walvissen te zoeken die de haven van Polderstad zou kunnen blokkeren. Rokodil stuurt echter een bericht naar de militaire basis van Gebral, waarin hij Alfred en Henk van spionage beschuldigt, zodat kolonel Rangpang hen arresteert. | Natuur 1                  |
| 17  | Vrienden vanuit de ruimte | Alfred en Henk spoelen aan op een onbewoond eiland. Ze ontmoeten er een groep eendachtige buitenaardse wezens, die af en toe naar het eiland komen om een speciaal soort vruchten te oogsten. Alfred en Henk kunnen hen helpen, omdat zij, in tegenstelling tot de ruimtewezens, over reukvermogen beschikken en zo de vruchten kunnen vinden. | Natuur 2                  |
| 18  | De poolster               | Alfred en Henk worden onderweg aangevallen door een octopus die hen op wil eten. Met het voedsel van de ruimtewezens kunnen ze hem afkopen. 's Avonds ontmoeten ze een zeester die in feite de Poolster blijkt te zijn en hen de weg wijst. | Natuur 2                  |
| 19  | De walvis                 | Op de zuidpool is Professor Paljas aan het proberen om met de walvissen te communiceren. Alfred en Henk raken in gevecht met een walvisvaarder, maar de uitvinding van de professor blijkt van nut. | Natuur 2                  |
| 20  | De nachtmerrie            | Alfred heeft een droom over Zonder Waterland, waar amper water is en de goed bedoelde ontwikkelingshulp erg ondoordacht blijkt te zijn. Alfred richt een fonds op om geld te verdienen voor het graven van kanalen in Zonder Waterland. | Veiligheid & Gezondheid 1 |
| 21  | De bijen                  | De schatkist is leeg, en de koning leent daarom voor een maand het geld van Alfred, met als voorwendsel dat deze hieraan kan verdienen door de rente. Na drie maanden is er nog niets terugbetaald en gaat Alfred, vergezeld door wat bijen, het geld ophalen. De bijen blijken van nut als de hofhouding Alfred probeert tegen te houden. De koning vlucht en Alfred vindt in de schatkist slechts 1 van zijn 88 goudstukken terug.                                    | Veiligheid & Gezondheid 1 |
| 22  | De Kraaienpartij          | Dolf keert terug uit het buitenland en begint een revolutionaire partij. Hij krijgt te horen dat de Koning Alfred toch heeft terugbetaald. Hij brengt tevergeefs een bedel bezoekje aan Alfred. De meesten onderschatten hem, maar langzaamaan begint de Kraaienpartij gevaarlijke tegenstanders op te sluiten. Dolf ontvangt een grote erfenis van een dubieuze vink en kan nu zijn idealen vorm geven. Hij wordt president en laat Alfred in de gevangenis opsluiten. | Veiligheid & Gezondheid 3 |
| 23  | De slag om Polderstad     | Alfred, Ollie, Rangpang en jonkheer Poen zijn door Dolf − die nu president van Groot Waterland is − opgesloten. Met behulp van Henk en Igor besluiten ze te vluchten naar Breed Rietland, aangezien het in Groot Waterland niet meer veilig is. | Veiligheid & Gezondheid 3 |
| 24  | Het plan                  | De koning is afgezet en gevlucht naar Breed Rietland. Alleen de vernietiging van Dolfs kapitaal zou zijn regime kunnen breken. Alfred en Rangpang keren in het geheim terug om dit te bewerkstelligen. | Veiligheid & Gezondheid 3 |
| 25  | De bevrijding             | Met behulp van de families van Snuif de muis en Igor de mus slagen Alfred en Rangpang erin om Dolfs geld te stelen, vlak voordat hij een genocide tegen muizen en ratten beginnen kan, of een oorlog tegen de buurlanden. | Veiligheid & Gezondheid 3 |
| 26  | De lieve sneeuwman        | Alfred en Professor Paljas maken een reis naar het Homoloyogebergte in de hoop om daar de verschrikkelijke sneeuwman te ontdekken. Het leefgebied van de sneeuwman wordt bedreigd omdat zakenlui, onder leiding van Rokodil, een skioord willen bouwen in het gebergte. | Natuur 3                  |

Seizoen 2
| Nr. | Titel                                | Plot | Dvd                       |
| --- | ------------------------------------ | --- | ------------------------- |
| 27  | Verliefd                             | Alfred ontmoet de zwarte eendenfamilie Wana, die vluchtelingen zijn uit het Thuisland, waar de witte ganzen een segregationistisch beleid voeren. Lispel de kwal ontdekt echter dat Alfred illegale immigranten in huis verbergt. | Liefde 3                  |
| 28  | Een geschenk van de koning           | Lispel verklikt de familie Wana bij Wannes, een oude vriend van Dolf. Deze gaat naar de politie. Alfred kan alleen voorkomen dat de familie Wana wordt teruggestuurd door zijn oude vriend de koning om hulp te vragen. | Liefde 3                  |
| 29  | De boerenganzen                      | Alfred gaat met Kwah Wanna terug naar Thuisland, maar Wannes volgt hen heimelijk. Wannes' plan om Wanna te verraden mislukt echter. | Liefde 3                  |
| 30  | Op vakantie                          | Alfred is met Winnie en Tom op vakantie op het eiland Aroba, dat zich elk jaar een stukje verplaatst. Alfred oppert aan ene Professor Tsjang het idee dat het eiland misschien op de rug van een enorme schildpad ligt. Maar dan wordt het eiland bedreigd door een tornado. | Avontuur 1                |
| 31  | Het booreiland                       | Alfred en Henk gaan naar een booreiland van de betonmaatschappij, waar om onbekende redenen de boor steeds kapotgaat. Pikkie, die op het eiland over de diamanten voor de boren gaat, wil mee op onderzoek als de diamant bij het boren verdwijnt. Het drietal gaat met een onderzeeër de diepte in.                                                                                      | Natuur 3                  |
| 32  | Atlantis                             | Na het zinken van hun onderzeeër komen Alfred, Henk en Pikkie bij in Atlantis. Om hun rijk te beschermen saboteerden de dodo's van Atlantis de boor steeds. | Natuur 3                  |
| 33  | Cowboys en indianen                  | Alfred heeft een droom waarin hij de held in een cowboyfilm is. Hij arresteert bandieten en rekent af met oude vijanden. Maar dan komt Dolf eraan om de stad over te nemen. | Magie 2                   |
| 34  | De schat van Toet Kat Kammon         | Professor Ramses, Winnies werkgever, is ernstig ziek. Het medicijn schijnt alleen te vinden te zijn in de piramide van Toet Kat Kammon, dus gaan Alfred en Paljas op onderzoek in de piramide. | Avontuur 3                |
| 35  | De slang                             | Na ontsnapt te zijn aan alle vallen in de piramide, gaan Alfred en Paljas langs bij een waarzegger die hen de oplossing brengt. | Avontuur 3                |
| 36  | Michael Duckson                      | Winnie is hoteldebotel van de populaire popster Michael Duckson, tot Alfreds jaloezie. Als ze naar het concert gaan, probeert Duckson Winnie te versieren. | Liefde 2                  |
| 37  | De ontvoering                        | Alfred, Kapitein Stoppel en een geleerde gaan op reis naar Salam, wat om onbeduidende redenen al jaren in oorlog is met buurland Yil. Dolf heeft echter wapens aan boord van het schip gesmokkeld, zodat Alfred en zijn vrienden onderschept worden en in Yil worden opgepakt. | Liefde 2                  |
| 38  | De burenruzie                        | Alfred en zijn vrienden ontsnappen, samen met de prins van Salam, die verliefd is op de prinses van Yil en haar heeft laten ontvoeren. De liefde is wederzijds en de koning van Salam ziet hier weinig kwaad in, maar de koning van Yil is lang niet zo toegeeflijk. | Liefde 2                  |
| 39  | De heks                              | Alfred moet op de kinderen van Ollie passen en leest ze hierbij het sprookje van Hans en Grietje voor. Als hij in slaap valt droomt hij dat de heks uit het boek tot leven komt en hem dwingt tot een huwelijk. | Magie 1                   |
| 40  | Het stuwmeer                         | De koning van het Land van de Piramides wil een stuwdam laten bouwen. Hierdoor dreigen de piramides van Professor Ramses' volk onder water te komen. Professor Paljas biedt aan om plannen te maken voor zonne-energie, maar Rokodil en Hannibal, die de stuwdam zouden maken, zijn hier niet blij mee en huren Dolf om Paljas' tekeningen te stelen.                                     | Vriendschap 3             |
| 41  | De vulkaan                           | Op het eiland Sinatra braakt een vulkaan vele vlammen uit, maar geen lava of rook. Ook van hitte is geen sprake. Alfred, Paljas en kapitein Stoppel gaan op reis naar het eiland om de zaak te bestuderen. | Vriendschap 3             |
| 42  | De draak                             | In de vulkaan blijkt een buitenaardse draak gevangen te zitten. De regering van Sinatra helpt om de draak te bevrijden, maar Dolf koopt de draak voor een pretpark van Rokodil. De draak voelt zich verraden, maar Alfred en Paljas laten het er niet bij zitten. | Vriendschap 3             |
| 43  | Groot Waterland krijgt een president | De koning heeft diep in zijn hart nog steeds een hekel aan politiek en wil een ceremoniële functie. Hij laat presidentsverkiezingen organiseren. Ollie schrijft zich in, maar Dolf ook. | Vriendschap 2             |
| 44  | De watersnood                        | Om stemmen te winnen laat Dolf dijken saboteren, waarna hij veel geld en steun biedt aan de getroffen gebieden. Lispel is echter getuige en wil Dolf chanteren. Wannes krijgt last van zijn geweten. | Vriendschap 2             |
| 45  | Het land van twee                    | Het Land van Twee is verdeeld in het rijke noorden en het arme zuiden. Het zuiden wordt geteisterd door een geheimzinnige ziekte, de Mozons, die snelle veroudering veroorzaakt. Een waarzegger vertelt Alfred dat hij gedroomd heeft van een clown op de maan, die hulp kan bieden. | Veiligheid & Gezondheid 2 |
| 46  | Pierrot                              | De clown op de maan vertelt dat de Mozons uit de ruimte komen, maar dat men hen kan vernietigen met zijn toverviool. Om de Mozons voorgoed weg te krijgen moet de rijkdom van het Land van Twee echter eerlijker verdeeld worden. | Veiligheid & Gezondheid 2 |
| 47  | Eind goed, al goed                   | Als Alfred de Mozons vernietigd heeft houdt de koning van het Land van Twee zich niet aan de afspraak en laat hij Alfred opsluiten. Alfred dwingt de koning eerlijk te zijn door alle kinderen te laten verdwijnen. | Veiligheid & Gezondheid 2 |
| 48  | Een partijtje golf                   | Professor Paljas heeft een duikboot ontworpen, maar wordt het met zijn zakenpartner, een fanatieke golfer, niet eens over de naam. Ze besluiten het geschil te beslissen met een partijtje golf, maar Paljas is geblesseerd, zodat Alfred moet invallen. | Avontuur 1                |
| 49  | De regenboog                         | Paljas krijgt bericht van een ontdekkingsreiziger, omdat hij het einde van de regenboog ontdekt zou hebben. Pikkie wil ook mee op reis, gefascineerd door het idee van een pot met goud. De jungle blijkt echter een gevaarlijke plaats. | Avontuur 2                |
| 50  | Het casino                           | Omdat koningin Nora beseft dat Alfred en zijn vrienden geen kwaad in de zin hebben mogen zij de pot met goud aanschouwen. Pikkie kan zich niet beheersen en steelt de pot. Onderweg naar huis wordt Pikkie op zijn beurt bestolen door Dolf, die naar Morena vlucht. | Avontuur 2                |
| 51  | Het regenwoud                        | Professor Paljas maakt zich zorgen over de zure regen en wil daarom een milieuvriendelijke brandstof ontwikkelen. Rokodil en Hannibal zien hun belangen in de oliemaatschappij in gevaar en huren Dolf om de tekeningen te stelen. | Avontuur 2                |
| 52  | Nog lang en gelukkig                 | Winnie dumpt Alfred. Dolf ontsnapt uit de gevangenis en neemt Winnie en professor Paljas als gijzelaar. Na afpersing verdwijnt hij met De Tekeningen van de professor en Winnie. Alfred en de professor zetten alles op alles om de schurk en het meisje te vinden. Uiteindelijk lukt dit, waarna Dolf opnieuw gearresteerd wordt en Alfred in besloten kring zijn verjaardag kan vieren. | Avontuur 3                |

## Kinderboeken
Tussen 1989 en 1991 werden er 3 series van in totaal 16 kinderboeken uitgebracht:
| Serie 1 (1989) - De zeven eieren - Achter tralies - Het kroonjuweel - Op school - Krab de kat - De Olympiade |  | Serie 2 (1990) - De zeeverkenners - De heilige tulband - Het circus - De nachtmerrie - Vrienden uit de ruimte |  | Serie 3 (1991) - De witte koningin - De inktvis - De walvis - De lieve sneeuwman - De draak |